# Nguti
Nguti est une commune du Cameroun située dans la région du Sud-Ouest et le département de la Koupé-Manengouba.

## Géographie
La commune s'étend sur la partie nord du département de Koupé-Manengouba, elle est limitrophe de huit communes camerounaises.
| Mamfé | Tinto  | Fontem   |
| Toko  | Nguti  | Santchou |
| Konye | Bangem | Melong   |

## Population
Lors du recensement de 2005, la commune comptait 27 151 habitants, dont 4 560 pour Nguti Ville.

## Structure administrative de la commune
Outre Nguti proprement dit, la commune comprend les villages suivants  :
- Ayong
- Babensi
- Babubock
- Badun
- Bambe
- Bajange
- Baro
- Bermin
- Betock
- Bombe Konye
- Dinte
- Ebanga
- Ediengo Banyu
- Ediengoh
- Ehunyampe
- Ekenge
- Ekita
- Ekona Babeti
- Ekwenjo
- Elumba
- Esime Mudip
- Etawang
- Etodi
- Fonki
- Fowung
- Kamalumpe
- Lebeh
- Lekwe
- Manyemen
- Mbetta
- Mboka
- Mungo Ndor
- New Konye
- Njentu
- Njuinyue
- Njungo
- Nkwenfor
- Nloh
- Nongomadiba
- Ntale
- Nzelleted
- Nzoa
- Nzobi
- Ofrikpabi
- Osirayib
- Sikam
- Songlo
- Tabongkwa
- Talangaye
- Tangang

## Personnalités nées à Nguti
- Nzo Ekangaki, homme politique
- Hon. Chief Justice Asu Mbanda
- Dr. Simon A. Munzu (fmr. Ass. U.N Sec Gen)
- Dr. Mbu Etonga
- Dr. Bernard Nzo-Nguty
- Mr. Emmanuel Njang
- Ndor Johnson Okie
- Chief Justice Epuli
- Roman Oben (New York Giants)
- Mr. Osohmboh Mbu
- Mr. Elombi George
- Mr. Emmanuel Ayompe
- Mr. Jackson Kepe